# 丹後国営農地開発事業

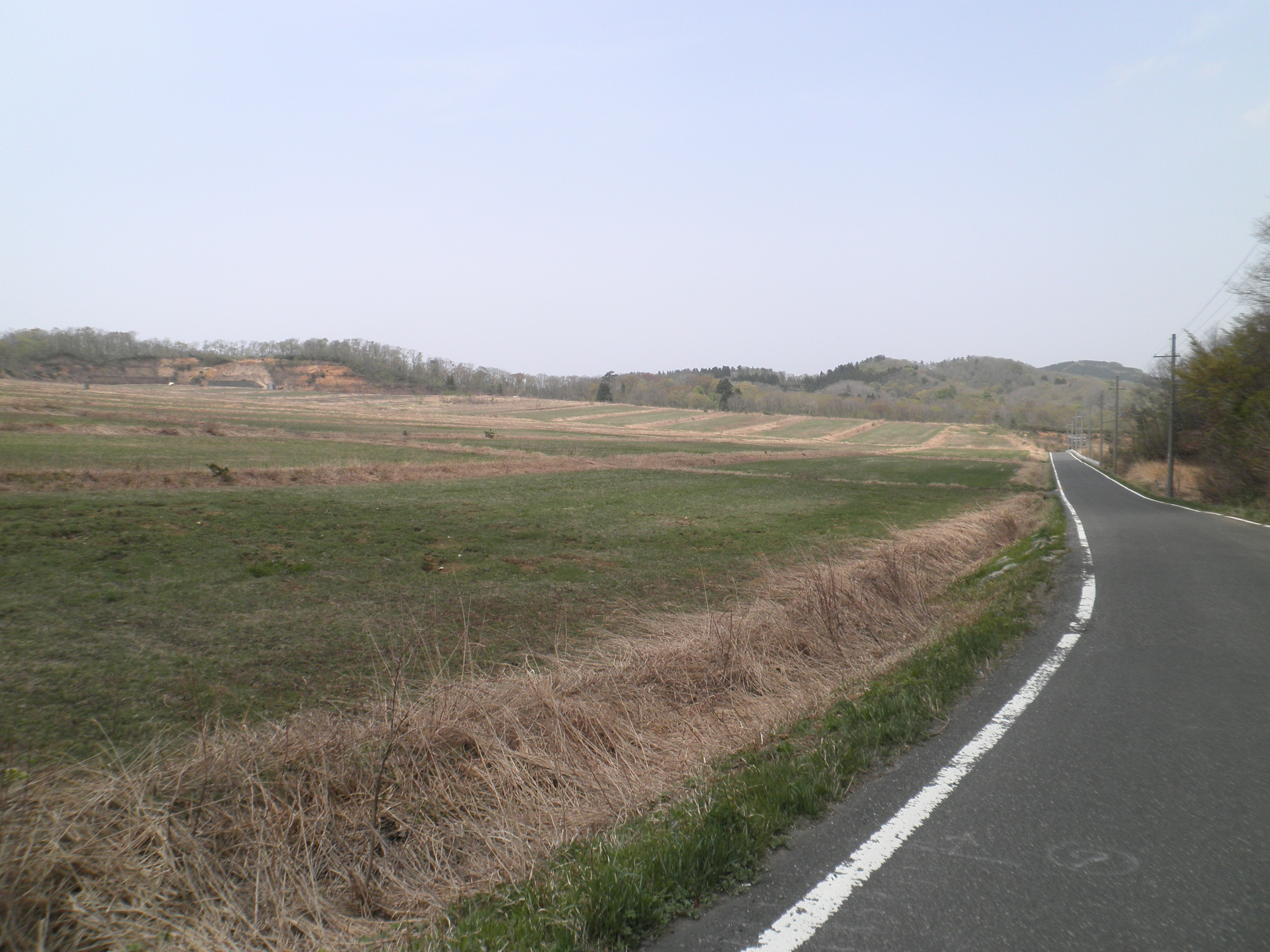
宮津市木子の国営農地

丹後国営農地開発事業（たんごこくえいのうちかいはつじぎょう）は、昭和時代末期から平成時代にかけて、京都府丹後地域で行われた農地開発事業。

## 特色
1983年度（昭和58年度）から2002年度（平成14年度）まで、宮津市・網野町・弥栄町・久美浜町・大宮町・丹後町・峰山町の1市6町で事業が実施され、低利用・未利用の山林原野を開発して広い区画の優良農地が造成された。北海道を除く日本国内では最大級の国営農地開発事業であり、約250戸から300戸の農家が野菜や果樹を生産している。「丹後東部」の受益面積は624ヘクタール（農地造成518ヘクタール、区画整理106ヘクタール）、受益戸数は1602戸。「丹後西部」の受益面積は200ヘクタール（農地造成172ヘクタール、区画整理28ヘクタール）、受益戸数は565戸。
国営農地は小作料（地代）の安さ、広い区画による生産性の高さなどが特徴であり、新規就農者にとってハードルが低いとされる。それまでの丹後地域では農村の後継者不足などが問題となっており、大々的に国営農地を開発することを不安視する声もあったが、実際に造成されると国営農地への就農希望者が相次いだ。

## 歴史

### 事業の背景

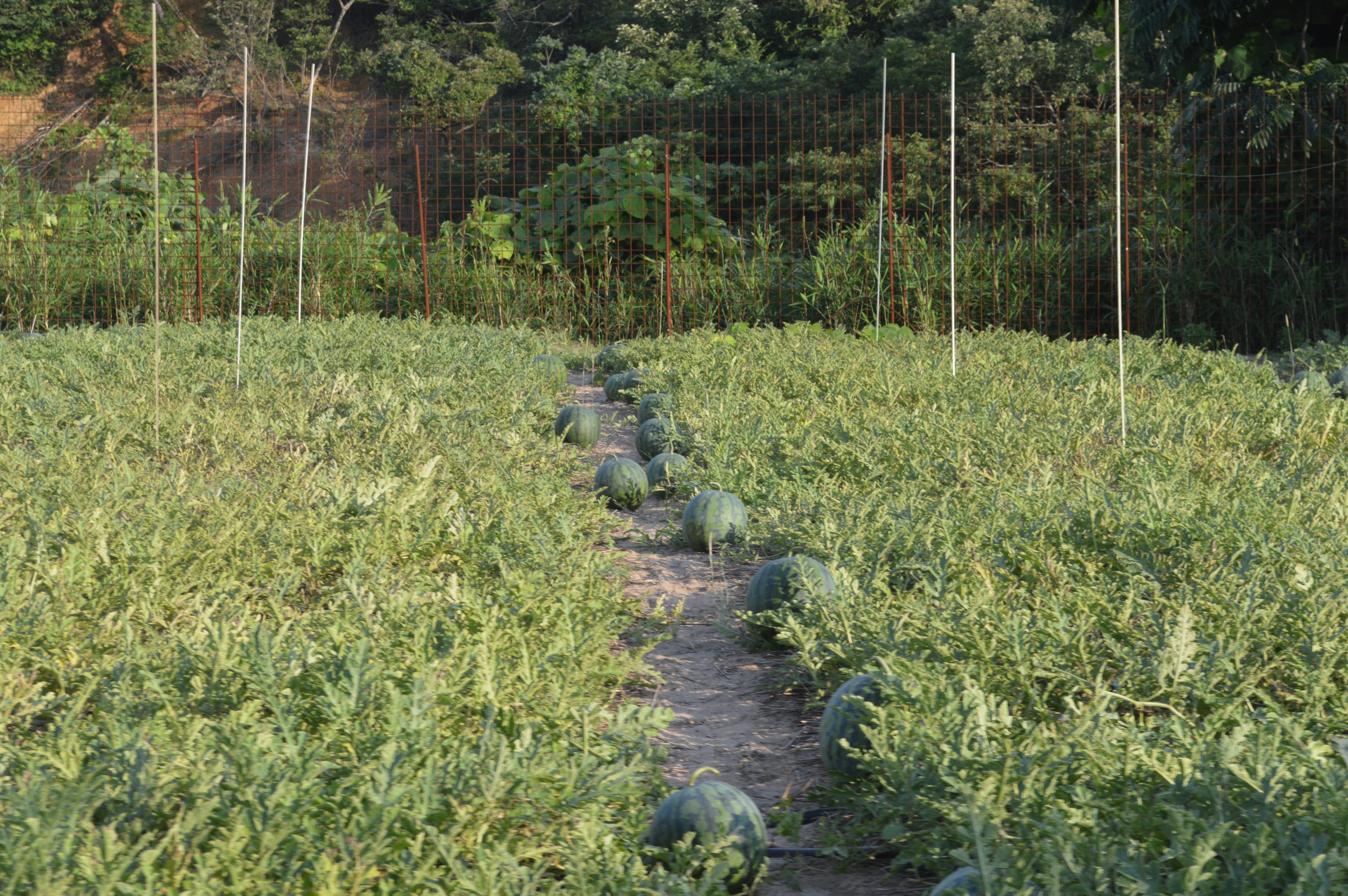
網野町の砂丘地農業（スイカ）

山林・原野・水田が入り乱れるという地理的条件、道路網が貧弱であるという社会的条件の制約などから、歴史的に丹後地域の農業は水田を中心とする零細農業であり、その他には砂丘地を利用した畑作が行われている程度だった。丹後地域を象徴する産業は丹後ちりめんに代表される機業であり、農家の多くは機業の傍らで農業も行う第二種兼業農家だった。1973年（昭和48年）のオイルショックは丹後地域の機業に大きな打撃を与え、昭和40年代末期以後には地域経済の低迷や過疎化が進行した。
このような状況を打開するための施策として開始されたのが、近畿農政局が主体となった丹後国営農地開発事業である。国営農地は農家が山林を持ち寄って国に申請するところから始まる事業であり、1989年（平成元年）に打ち切られるまでに日本国内の52か所で進められた。

### 事業の実施
1979年（昭和54年）に宮津市・網野町・弥栄町・久美浜町・大宮町・丹後町・峰山町の1市6町による推進協議会が発足し、1983年（昭和58年）には丹後開拓建設事務所が建設されると、1984年（昭和59年）には最初の団地（網野町島津第4団地）で農地造成が開始された。1985年（昭和60年）には先発団地で営農が開始され、同年には国営農地で生産された実生のスイカが京都市場に初出荷されて高い評価を受けている。当初は480億円という事業費が示され、北海道を除く地域では日本国内最大規模の国営農地開発事業計画だった。
2001年（平成13年）11月15日には木村功京都府知事が出席した農地造成完了記念営農推進大会が開催され、2002年（平成14年）11月1日には完工式が行われた。当初の計画では2369ヘクタールの造成と既存農地の区画整理が予定されていたが、事業開始後の約20年で計画が大きく変更されている。最終的な造成面積は688.5ヘクタール、区画整理は133.9ヘクタール、総事業費は561億円となったが、いずれにしても内地最大規模の国営農地開発事業である。

## 栽培品目
かつて主要な栽培品目だった葉タバコの栽培は2012年（平成24年）に終了した。このこともあって耕作放棄地や遊休地が増え、2013年（平成25年）時点では2年以上耕作されていない農地が20ヘクタールから30ヘクタールに上っていた。2013年（平成25年）には京丹後市の国営農地において、京都府と京丹後市の共同事業である丹後農業実践型学舎の事業が開始された。
京都府茶協同組合はタバコなどを栽培していた国営農地を茶畑に転用することを奨励しており、もともと茶畑が少なかった京都府北部地域でも茶産地化が進行している。2004年（平成16年）には京丹後市大宮町・網野町・久美浜町の国営農地で日本茶（宇治茶）の生産が開始された。4年目の2008年（平成20年）5月には国営農地で栽培された茶葉がJA全農京都府本部茶市場に初出荷されたが、これは同年の宇治茶における一番茶となった。2021年度（令和3年度）時点で4戸の生産者が44.3ヘクタールの茶園を作っており、「京たんご茶」というブランドのペットボトル飲料も販売されている。
2016年（平成28年）には「京たんごメロン」（琴引メロン）が京のブランド産品に認定されたが、同年6月には網野町や峰山町の国営農地などで生産された京たんごメロンが初出荷された。

## 団地一覧

### 宮津市
| 団地名      | 造成面積 | 営農面積 | 造成年度 | 営農開始年 | 主な栽培物 |
| ----------- | -------- | -------- | -------- | ---------- | ---------- |
| 木子第1団地 | 不明     | 不明     | 1987年   | 1989年     | 不明       |

### 京丹後市

#### 網野町
| 団地名                  | 造成面積 | 営農面積 | 造成年度       | 営農開始年 | 主な栽培物                           |
| ----------------------- | -------- | -------- | -------------- | ---------- | ------------------------------------ |
| 網野町郷1団地（生野内） | 3.6 ha   | 2.8 ha   | 1987年         | 1988年     | 桑・飼料                             |
| 網野町郷1団地（矢立）   | 14.4 ha  | 10.0 ha  | 1999年         | 2001年     | 茶・ブロッコリー・レタス・大カブ     |
| 網野町郷2団地           | 7.3 ha   | 4.7 ha   | 2000年         | 2002年     | 桑・ナシ・飼料                       |
| 網野町郷3団地           | 13.0 ha  | 8.1 ha   | 1991年～1994年 | 1993年     | 茶・ブドウ・飼料                     |
| 網野町郷4団地           | 7.2 ha   | 5.1 ha   | 1998年～1999年 | 2000年     | 茶・トマト・採種・飼料               |
| 網野町島津2団地         | 14.7 ha  | 11.0 ha  | 1989年～1991年 | 1990年     | 茶・ダイコン・ニンジン・トマト・ユリ |
| 網野町島津3団地         | 5.3 ha   | 4.1 ha   | 1995年～1996年 | 1993年     | トマト・採種・花き                   |
| 網野町島津4団地         | 17.4 ha  | 15.0 ha  | 1984年～1985年 | 1989年     | 採種                                 |
| 網野町島津5団地         | 6.5 ha   | 4.5 ha   | 1987年         | 1997年     | 果樹・そば                           |
| 網野町俵野団地          | 17.0 ha  | 12.7 ha  | 1987年～1988年 | 1989年     | 施設野菜・ユリ・ナシ・果樹           |
| 網野町三津団地          | 36.7 ha  | 29.3 ha  | 1988年～1994年 | 1989年     | 茶・ブロッコリー・採種・果樹・飼料   |
| 網野町掛津団地          | 5.6 ha   | 4.0 ha   | 1999年         | 2001年     | 果樹・飼料                           |

#### 弥栄町
| 団地名             | 造成面積 | 営農面積 | 造成年度       | 営農開始年 | 主な栽培物                                   |
| ------------------ | -------- | -------- | -------------- | ---------- | -------------------------------------------- |
| 弥栄町鳥取1団地    | 6.9 ha   | 3.7 ha   | 2000年         | 2002年     | ダイコン・大カブ                             |
| 弥栄町鳥取2・3団地 | 12.2 ha  | 9.1 ha   | 1986年～1988年 | 1987年     | ダイコン・大カブ・果樹・緑肥                 |
| 弥栄町鴨谷団地     | 21.9 ha  | 17.5 ha  | 1986年～1988年 | 1987年     | ブロッコリー・レタス・ニンジン・大カブ・ナシ |
| 弥栄町井辺団地     | 29.6 ha  | 22.6 ha  | 1987年～1989年 | 1989年     | ブロッコリー・キャベツ・ニンジン・ダイコン   |
| 弥栄町上野団地     | 5.4 ha   | 4.5 ha   | 1989年         | 1990年     | 小豆・花き・緑肥                             |
| 弥栄町和田野団地   | 29.4 ha  | 21.0 ha  | 1989年～1992年 | 1991年     | ハクサイ・ダイコン・大カブ                   |
| 弥栄町奈具岡団地   | 24.1 ha  | 18.0 ha  | 1992年～1997年 | 1994年     | 黒大豆・ネギ・ニンジン・ダイコン・大カブ     |
| 弥栄町黒部団地     | 21.8 ha  | 14.0 ha  | 1993年～1996年 | 1994年     | ニンジン・ダイコン・大カブ・緑肥             |
| 弥栄町木橋2団地    | 6.9 ha   | 3.7 ha   | 1993年～1996年 | 1994年     | ダイコン・大カブ                             |
| 弥栄町堤団地       | 15.0 ha  | 9.9 ha   | 1997年～1998年 | 1998年     | ブロッコリー・ニンジン・ダイコン・大カブ     |
| 弥栄町芋野団地     | 13.6 ha  | 9.1 ha   | 1998年～1999年 | 1999年     | ニンジン・ハクサイ・ダイコン・大カブ         |
| 弥栄町坂野団地     | 15.4 ha  | 10.0 ha  | 1999年         | 2000年     | 茶・ブロッコリー・ダイコン・大カブ           |

#### 久美浜町
| 団地名            | 造成面積 | 営農面積 | 造成年度       | 営農開始年 | 主な栽培物                               |
| ----------------- | -------- | -------- | -------------- | ---------- | ---------------------------------------- |
| 久美浜町永留1団地 | 11.9 ha  | 4.5 ha   | 1998年         | 2000年     | ネギ・ダイコン                           |
| 久美浜町永留2団地 | 16.8 ha  | 15.0 ha  | 1985年～1986年 | 1986年     | 小豆・茶・キャベツ・ネギ・ダイコン       |
| 久美浜町永留5団地 | 11.9 ha  | 3.4 ha   | 1998年         | 2000年     | 小豆・ダイコン・サトイモ・果樹           |
| 久美浜町永留6団地 | 29.0 ha  | 21.6 ha  | 1989年～1997年 | 1992年     | 茶・ダイコン・花木・モモ・果樹           |
| 久美浜町永留7団地 | 5.4 ha   | 4.8 ha   | 1987年         | 1988年     | ニンジン・ブドウ                         |
| 久美浜町新庄1団地 | 11.9 ha  | 9.8 ha   | 1987年～1988年 | 1999年     | 小豆・ダイコン・ヒノナ・大カブ・果樹     |
| 久美浜町浦明団地  | 15.4 ha  | 12.5 ha  | 1988年～1990年 | 1990年     | ナシ・モモ・ブドウ・緑肥                 |
| 久美浜町栃谷2団地 | 10.4 ha  | 7.3 ha   | 1989年～1991年 | 1992年     | キャベツ・モモ・果樹                     |
| 久美浜町大井団地  | 13.2 ha  | 8.6 ha   | 1989年～1992年 | 1991年     | ナシ・モモ・ブドウ                       |
| 久美浜町谷団地    | 5.8 ha   | 4.5 ha   | 1993年～1995年 | 1994年     | ダイコン・大カブ・ミズナ・施設野菜・そば |
| 久美浜町女布団地  | 10.5 ha  | 7.4 ha   | 1993年～1995年 | 1994年     | 小豆・ニンジン・ダイコン・大カブ・ヒノナ |
| 久美浜町壱分団地  | 13.1 ha  | 9.4 ha   | 1996年～1997年 | 1998年     | ナシ・モモ・ブドウ                       |
| 久美浜町鹿野1団地 | 12.0 ha  | 8.4 ha   | 1997年         | 1999年     | ナシ・モモ・ブドウ                       |

#### 大宮町
| 団地名           | 造成面積 | 営農面積 | 造成年度       | 営農開始年 | 主な栽培物                                     |
| ---------------- | -------- | -------- | -------------- | ---------- | ---------------------------------------------- |
| 大宮町三坂団地   | 21.7 ha  | 19.6 ha  | 1985年～1986年 | 1987年     | 小豆・ブロッコリー・レタス・キャベツ・ニンジン |
| 大宮町中ノ谷団地 | 3.5 ha   | 2.9 ha   | 1988年         | 1989年     | 飼料                                           |
| 大宮町善王寺団地 | 13.4 ha  | 10.3 ha  | 1989年～1990年 | 1990年     | 茶・ハクサイ・ダイコン・大カブ                 |
| 大宮町口大野団地 | 22.5 ha  | 16.9 ha  | 1991年～1995年 | 1993年     | 茶・ニンジン                                   |
| 大宮町周枳団地   | 4.4 ha   | 2.4 ha   | 1995年～1999年 | 1996年     | ダイコン                                       |
| 大宮町奥大野団地 | 16.6 ha  | 11.7 ha  | 1997年～1998年 | 1999年     | ニンジン・ハクサイ・キャベツ・ダイコン         |

#### 丹後町
| 団地名               | 造成面積 | 営農面積 | 造成年度       | 営農開始年 | 主な栽培物                           |
| -------------------- | -------- | -------- | -------------- | ---------- | ------------------------------------ |
| 丹後町高山団地       | 8.9 ha   | 7.2 ha   | 1987年～1988年 | 1989年     | ブロッコリー・ネギ・ダイコン・ゴボウ |
| 丹後町吉永・矢畑団地 | 4.6 ha   | 3.1 ha   | 1989年         | 1990年     | 飼料                                 |
| 丹後町宇川1団地      | 3.8 ha   | 2.3 ha   | 1995年～1996年 | 1998年     | 果樹・飼料                           |
| 丹後町宇川2団地      | 4.0 ha   | 2.4 ha   | 1991年～1995年 | 1995年     | モモ・ブドウ・果樹・そば             |
| 丹後町遠下団地       | 2.5 ha   | 1.4 ha   | 2000年         | 2002年     | ダイコン                             |

#### 峰山町
| 団地名          | 造成面積 | 営農面積 | 造成年度       | 営農開始年 | 主な栽培物                                     |
| --------------- | -------- | -------- | -------------- | ---------- | ---------------------------------------------- |
| 峰山町内記団地  | 12.2 ha  | 10.8 ha  | 1986年～1987年 | 1987年     | ネギ・ニンジン・ダイコン・大カブ・ミズナ       |
| 峰山町小西1団地 | 12.2 ha  | 10.8 ha  | 1986年～1987年 | 1987年     | ネギ・ニンジン・ダイコン・大カブ・ミズナ       |
| 峰山町矢田団地  | 5.5 ha   | 4.8 ha   | 1989年         | 1990年     | 小豆・花木                                     |
| 峰山町五箇団地  | 18.6 ha  | 12.7 ha  | 1989年～1991年 | 1990年     | ブロッコリー・レタス・ハクサイ・ネギ・ニンジン |
| 峰山町橋木団地  | 5.8 ha   | 4.3 ha   | 1994年～1996年 | 1997年     | 小豆・ダイコン・大カブ・ミズナ・トマト         |
| 峰山町二箇団地  | 12.8 ha  | 8.4 ha   | 1997年～1998年 | 1999年     | ネギ・ミズナ                                   |

団地一覧の出典 - 京丹後市